# V715 Monocerotis
V715 Monocerotis (V715 Mon / HD 49567) es una estrella de magnitud aparente +6,15 situada en la constelación de Monoceros, el unicornio.
La paralaje medida por Hipparcos, 0,40 ± 0,55 milisegundos de arco, no es útil para determinar su distancia al sistema solar. Sin embargo, su pertenencia al Grupo de movimiento de ASCC29 permite estimar su distancia en 810 pársecs o 2640 años luz.

## Características físicas
V715 Monocerotis es una gigante luminosa blanco-azulada de tipo espectral B3II-III.
Tiene una luminosidad 7250 veces superior a la luminosidad solar y una elevada temperatura efectiva de 17.000 K.
Tiene un radio 10,5 veces más grande que el del Sol y gira sobre sí misma con una velocidad de rotación proyectada —límite inferior de la misma que depende de la inclinación de su eje de rotación— de 85 km/s.
La abundancia relativa de helio de V715 Monocerotis, [He/H] = 0,127, corresponde a la de una gigante azul evolucionada, claramente por encima del nivel inicial de estas gigantes en la ZAMS, o edad cero de la secuencia principal ([He/H] ≈ 0,10).
Es una estrella masiva con una masa de 7,0 - 9,1 masas solares y una edad entre 35 y 48 millones de años.
Su masa la sitúa justo en el límite por encima del cual las estrellas finalizan su vida explosionando violentamente en forma de supernova.

## Variabilidad
V715 Monocerotis es una estrella variable, catalogada como variable pulsante de largo período (LPB).
Estas variables —entre las que figuran γ Muscae y τ Herculis— tienen períodos de más de un día de duración.
La variación registrada en el brillo de V715 Monocerotis es de 0,48 magnitudes, habiendo dos períodos descritos, de 4,348 y 2,559 días.